# پارک ئون سو
پارک ئون سو (به کره‌ای: 박은수 به انگلیسی: Park Eun-soo) (زاده ۱۰ اکتبر ۱۹۵۲)بازیگر کره جنوبی است. او در مجموعه تلویزیونی جواهری در قصر با بازی در نقش پزشک شین ایک پیل (استاد یانگوم) شناخته شد. 
او فعالیت خود را در بنگاه پخش مونهوا در سال ۱۹۶۹ آغاز کرد

## فیلم‌شناسی

### سریال‌های تلویزیونی
1. دفتر خاطرات کشور - ۱۹۸۰
2. جمهوری اول - ۱۹۸۱
3. طولانی‌ترین تابستان - ۱۹۸۱
4. آواز یک پرنده کور - ۱۹۹۴
5. عنکبوت - ۱۹۹۵
6. عشق،تمام چیزی است که من می دانم - ۱۹۹۸
7. شما، فکر مرا نمی‌دانید- ۱۹۹۹
8. مرد برفی - ۲۰۰۳
9. جواهری در قصر - ۲۰۰۳
10. دوباره لبخند بزن - ۲۰۰۶
11. گل مینا - ۲۰۰۸
12. شما زنان را نمی‌شناسید - ۲۰۱۰
13. نجات دادن خانم گوبونگ شیل - ۲۰۱۲
14. پنت هوس - ٢٠٢٠